# 世にも奇妙な物語 春の特別編 (2018年)
『世にも奇妙な物語 春の特別編』（よにもきみょうなものがたり はるのとくべつへん）は、2018年5月12日（土曜日）21:00 - 23:10にフジテレビの『土曜プレミアム』で放送された『世にも奇妙な物語』の特別編。

## フォロワー

### あらすじ
OLの藤田小春はSNS上では「麻布に住むセレブOL『港区OL_ハル』」としてキラキラな生活を見せているが、それらは全て様々な形で偽装しており、実際は千葉に住む冴えないOL。フォロワーの数に一喜一憂する中、ある時、自分を慕うアカウント『ミミ子@ど田舎』が出現し、その応援に喜んで偽装を続けていくが…。

### キャスト
- 藤田小春 - 白石麻衣（乃木坂46）
- サキ - 都丸紗也華
- ミミ子 - 竹達彩奈（声の出演）
- 田中社長 - 内藤トモヤ
- 葉子 - 川面千晶
- 直也 - 佐伯大地

### スタッフ
- 脚本 - 岡本貴也
- 演出 - 山内大典

### 備考
放送時には作品内で小春が利用している『港区OL_ハル』がTwitterに登場し、実際のドラマと連動して実況ツイートを投稿。該当エピソードが終了後もそのまま「世にも」の実況を行った。その後もアカウントは残っており、放送時にはオンエアを見ての実況ツイートを、ミミコの声を当てた竹達の結婚時に祝福するツイートをするなど、実質番組公式アカウントとは別の番組アカウントとして稼働している。

## 不倫警察

### あらすじ
ある会社の部長を務める良男の世界では、世にはびこる不倫を撲滅するために「不倫取締庁」が設立され、徹底的に不倫が撲滅。疑わしき行為すら検挙されて投獄される厳しい世の中になっていた。そんな中、女子社員の鈴香との誤解によって良男は逮捕されてしまい…。

### キャスト
- 葛木良男 - 唐沢寿明
- 春田剛史 - 升毅
- 二宮純一 - 近藤公園
- 葛木陽子 - 紺野まひる
- 野中明枝 - 安西ひろこ
- 島崎哲也 - 橋本じゅん
- 京野鈴香 - 筧美和子
- 藤村理恵 - 立石涼子
- 検事 - 矢柴俊博

### スタッフ
- 脚本 - ブラジリィー・アン・山田
- 演出 - 佐藤祐市

## 明日へのワープ

### あらすじ
冴えないアマチュア映画監督の小林は女優で彼女の須藤と同棲中だが、作る映画も凡作と将来に向けて不安な状態であった。そんな中、明日に控える友人の結婚式での悪口を危惧した小林は、医者の宇藤から新薬として「アイリウム」を渡される。その薬は1錠飲めば1日、3錠飲めば1週間の記憶が消え、まるで「未来にワープ」できる薬だった…。

### キャスト
- 小林峰雄 - 三浦春馬
- 須藤由紀 - 佐久間由衣
- 宇堂公康 - 相島一之
- 小林里香 -  吉澤梨里花

### スタッフ
- 原作 - 小出もと貴「アイリウム」
- 脚本 - 安江渡
- 演出 - 植田泰史

## 少年

### あらすじ
ある日、岡林は目の前で少年がバイクと接触事故を起こしたところを目撃する。それから岡林の元に少年がつきまとうようになり…。

### キャスト
- 岡林遥 - 倉科カナ
- 青年（田山啓輔） - 健太郎
- 少年（上杉亮太） - 高村佳偉人
- 啓輔の母 - 佐藤直子

### スタッフ
- 脚本 - 橋部敦子
- 演出 - 城宝秀則

## アバンストーリー「城後波駅」
世にも奇妙な物語の放映作品一覧#特別編を参照。

### キャスト
- 岸本 - 岡田義徳
- 駅員 - やべけんじ
- 武田 - 有馬自由
- ガチャピン
- ムック